# Key Lime Pie
Key Lime Pie è un album in studio del gruppo musicale statunitense Camper Van Beethoven, pubblicato nel 1989.

## Tracce
1. Opening Theme – 2:21
2. Jack Ruby – 5:22
3. Sweethearts – 4:45
4. When I Win the Lottery – 3:38
5. (I Was Born in a) Laundromat – 3:43
6. Borderline – 3:48
7. The Light from a Cake – 2:43
8. June – 4:24
9. All Her Favorite Fruit – 5:14
10. Interlude – 1:03
11. Flowers – 2:58
12. The Humid Press of Days – 2:44
13. Pictures of Matchstick Men – 4:08
14. Come on Darkness – 3:14